# أليكساندر فلوران
أليكساندر فلوران (بالفرنسية: Alexandre Florent)‏ هو سياسي فرنسي، ولد في 4 فبراير 1849 بليون في فرنسا، وتوفي في 1 ديسمبر 1922 في نفس البلد. انتخب نائب فرنسي.